# 대청로 (옹진군)
대청로(大靑路)는 인천광역시 옹진군 대청면 대청리에 있는 도로이다. 대청도를 일주하는 도로의 북쪽 부분이다.